# Hynderick

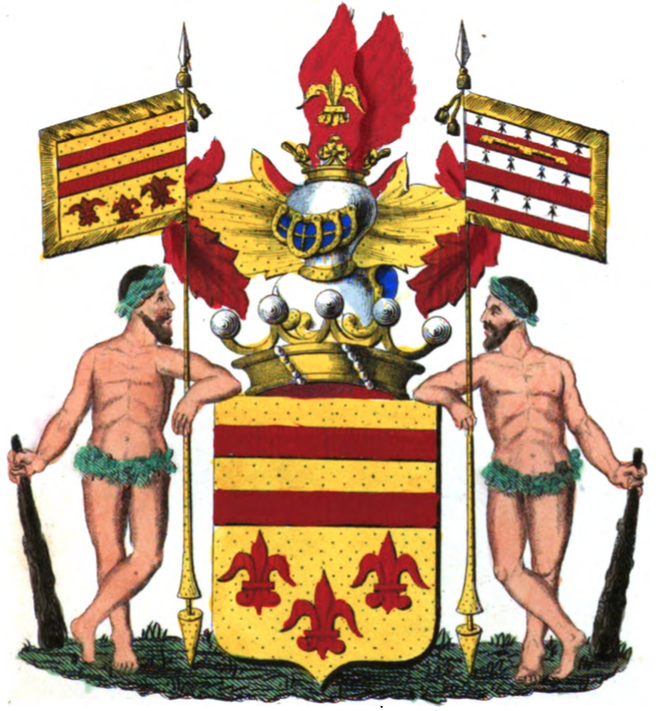
Wapen van de familie Hynderick

Hynderick, ook Hynderick de Theulegoet en Hynderick de Ghelcke, is een notabele en adellijke Zuid-Nederlandse familie uit Ieper.

## Geschiedenis
- In 1781 verleende keizer Jozef II erfelijke adel aan Pierre Hynderick (1728-1797), heer van Theulegoet, advocaat bij de Justitieraad in Gent, schepen van de Zale en van de Kasselrij Ieper.
- In 1789 verleende dezelfde keizer de titel ridder, overdraagbaar op alle mannelijke afstammelingen, aan dezelfde Hynderick.
- In 1829, onder het Verenigd Koninkrijk der Nederlanden, werd postuum adelserkenning verleend aan Charles Hynderick (1759-1823), schepen van Ieper, zoon van Pierre (voornoemd). Deze erkenning gebeurde via de weduwe, Marie-Caroline de Ghelcke, en ten gunste van hun vijf kinderen (hierna).

## Stéphanie Hynderick
Stéphanie Marie Louise Andrée Ghislaine Hynderick (Ieper, 1 september 1806 - 22 mei 1877) werd in 1829 erkend in de adel. Zij trouwde in 1826 in Ieper met Emmanuel Iweins, schepen van Ieper (1795-1866). 

## Charles Hynderick
Charles Auguste Félix Marie Ghislain Hynderick (Ieper, 20 januari 1810 - aldaar, 18 december 1879) werd in 1829 erkend in de erfelijke adel met de titel ridder overdraagbaar op alle mannelijke afstammelingen. Hij trouwde in 1839 in Ieper met Félicie de Ghelcke (1811-1858). Het huwelijk bleef kinderloos.

## Sylvie Hynderick
Sylvie Caroline Augustine Marie Ghislaine Hynderick (Ieper, 23 juli 1811 - aldaar, 18 oktober 1843) werd in 1829 erkend in de adel. Ze trouwde in 1835 in Ieper met de bankier Auguste Struye (1807-1885), die na haar overlijden hertrouwde met Marie-Thérèse van den Peereboom.

## Émile Hynderick
- Émile Charles Joseph Marie Ghislain Hynderick (Ieper, 5 augustus 1815 - aldaar, 10 december 1892). Hij werd in 1829, onder het Verenigd Koninkrijk der Nederlanden, erkend in de erfelijke adel met de titel ridder, overdraagbaar op alle afstammelingen. In 1895 kregen zijn kinderen vergunning om de Theulegoet aan de familie toe te voegen. Hij was voorzitter van het Hof van Cassatie en trouwde in 1842 in Elsene met Juliette Gilbert (1821-1880). Ze kregen twee zoons en twee dochters.
  - Émile Hynderick (1844-1903), raadsheer in het Hof van Cassatie, trouwde in 1872 in Brugge met Alexandrine Van Zuylen van Nyevelt (1851-1886), dochter van baron Jean-Jacques van Zuylen van Nyevelt, gemeenteraadslid van Brugge. Hij hertrouwde in 1888 in Gent met Irène de Kerchove d'Exaerde, weduwe van Robert de Hemptinne. Beide huwelijken bleven kinderloos.
  - Gaston Hynderick (1846-1914), kolonel bij de cavalerie en secretaris van de Koninklijke vereniging voor het Belgisch trekpaard, trouwde in 1872 in Sint-Joost-ten-Node met Mary Reyntiens (1851-1923), dochter van Nicolas Reyntiens, senator. Ze kregen een zoon.
    - Pierre Hynderick (1879-1954), voorzitter van het Hoog comité voor de paardensport en de Nationale commissie voor de paardenwedrennen en secretaris van de Koninklijke vereniging voor het Belgisch trekpaard, trouwde in 1909 in Elsene met Ghislaine Le Sergeant d'Hendecourt (1887-1967), dochter van burggraaf Octave Le Sergeant d'Hendecourt, volksvertegenwoordiger. Ze kregen drie zoons.
      - Jean-Robert Hynderick (1909-1947), kunstschilder.
      - Robert Hynderick (1918-1941), sneuvelde als luitenant-piloot.
      - Yves Hynderick (1919-1999), buitengewoon gezant en gevolmachtigd minister, trouwde met barones Claire d'Oterppe de Bouvette (°1921). Ze kregen vijf kinderen, met afstammelingen tot heden.

  - Laure Hynderick (1852-1930), trouwde in 1872 in Brussel met Ferdinand Merghelynck (1845-1917), advocaat en arrondissementscommissaris van Ieper, zoon van Leopold Merghelynck, schepen van Ieper. Ze kregen twee zoons en een dochter, met afstammelingen tot heden.
  - Valentine Hynderick (1860-1930), trouwde in 1883 in Brussel met Ernest Parmentier (1858-1898), zoon van Edmond Parmentier, industrieel. Ze kregen een zoon en twee dochters, met afstammelingen tot heden.

## Auguste Hynderick
- Auguste Charles François Xavier Marie Ghislain Hynderick (Ieper, 14 juli 1817 - aldaar, 21 februari 1883) was schepen van Ieper en majoor van de Burgerwacht. Hij was liberaal kandidaat als senator voor het arrondissement Ieper in juni 1878, maar werd niet verkozen. Hij trouwde in 1848 in Ieper met Ida de Ghelcke (1823-1891). Ze kregen zes kinderen, met afstammelingen tot heden. Zoals de andere broers en zussen werd hij in 1829 erkend in de erfelijke adel met de titel ridder, overdraagbaar op alle mannelijke afstammelingen. In 1910 kregen de kinderen die hem overleefden vergunning om de Ghelcke aan hun familienaam toe te voegen.